# Foerschichthys flavipinnis
Foerschichthys flavipinnis är en fiskart som först beskrevs av Hermann Meinken 1932.  Foerschichthys flavipinnis ingår i släktet Foerschichthys och familjen Nothobranchiidae. IUCN kategoriserar arten globalt som nära hotad. Inga underarter finns listade i Catalogue of Life.